# Terechowe (obwód żytomierski)
Terechowe (ukr. Терехове) – wieś na Ukrainie, w obwodzie żytomierskim, w rejonie berdyczowskim, w hromadzie Semeniwka. W 2001 roku liczyła 483 mieszkańców.
W terechowskim dworze urodzili się powstaniec Stefan i pamiętnikarz Tadeusz Bobrowscy, wujowie (bracia matki pisarza Eweliny z Bobrowskich Korzeniowskiej) Josepha Conrada.
W ocalałym dworku Bobrowskich znajduje się muzeum Josepha Conrada otwarte w 1987 roku.